# Prochaetosoma martensi
Prochaetosoma martensi is een rondwormensoort uit de familie van de Draconematidae. De wetenschappelijke naam van de soort is voor het eerst geldig gepubliceerd in 1990 door Decraemer.